# Хионантус
Хионантус, снежни цвет (Chionanthus virginicus L.) Име рода је Грчког порекла од речи χιον - снег и ανθος – цвет и означава снежно беле цветове ове биљке. Име врсте по држави Вирџинија у којој се поред осталих јавља од природе. Припада фамилији Oleaceae. 

## Опис врсте
Расте као жбун или мање дрво до висине од 10 m, често са више стабала које крећу од земље. Увек шири него виши. 
Листови су наспрамни или наизменични, издужено елиптични до овални, чак објајасти. Облика листова доста варира. Средње до тамнозелени, са наличја светлији и често длакави, на целој површини или само уз нерве.
Цветови изузетно декоративни, миришљави, бели. Јављају се у цвастима дужине и до 25 cm, ширине до 12 cm. Јављују се у пролеће на двогодишњем дрвету од марта до јуна, зависно од локације на којој расте. Цвета обилно, паралелно са листањем. Цветови су ресасти и по овој особини биљка је добила енглеско име fringetree (fringe - реса). Појединачни цветови се састоје углавном из 4 латице, свака дужине око 2,5 cm а ширине 3-4 mm. Цветови су увек једнополни, а сама биљка дводома, ретко једнодома. Цвета и плодоноси од 3-5. године. 
Плод је плава до скоро црна коштуница прекривена пепељком, дуга до 2,5 cm. Јавља се у гроздовима који су често заклоњени листовима. Привлачи птице и остале животиње. Сазрева крајем лета или почетком јесени. Убрзо по сазревању и опада. Најчешће садржи само једно семе, ретко два или три, обавијена изузетно развијеним ендокарпом. 
Семе (коштица) је овално дугуљасто са плитким браздама, 10-15 mm дуго и 5-7 mm широко. На пресеку се уочава добро развијен ембрион (дужине 5-10 mm) уроњен у масу ендосперма. Клијање је епигеично и одиграва се, у природи, у пролеће друге године од сазревања плода због двоструке дормантности семена. 

## Ареал
Од природе се јавља од Пенсилваније до Флориде и Тексаса до Мисурија. Јавља се на богатим и добро дренираним земљиштима обала река, нижих падина, а најчешће је присутан у мешовитим четинарско-лишћарским шумама. Најбоље успева на отвореним и полуотвореним местима, од климатске зоне 5 до 9. У Србију није интродукован.

## Биоеколошке карактеристике
Расте споро и слабо подноси орезивање (може да се осуши ако се уклони више од трећине новоизрасле масе). Најбоље расте на влажним земљиштима и заштићеним позицијама.

## Примена
Декоративна је врста због цвасти и плодова. Мушке цвасти су ефективније од женских због дужих латица, због чега су мушки примерци траженији, али је пол јединке немогуће одредити пре сазревања тј. почетка цветања. Женски примерци, са друге стране у јесен бивају окићени плодовима док су мушки примерци за ово ускраћени. Јесења јасно жута боја листова добар је контраст са удикама и зимзеленим врстама. 
Кора се користи у народној медицини као тоник, диуретик и против грознице, а течност која се добија кувањем коре корена против иритација коже.

## Размножавање
На нивоу врсте хионантус се размножава семеном. 
Сакупљање плодова треба спровести када коштуница промени боју у пурпурну што пре док их птице не поједу. Промена боје је од августа у топлијим подручјима до октобра новембра у хладнијим. Меснати перикарп уклања се мацерацијом ручно или механички. Семе је обавијено дебелим ендокарпом док је семењача пергаменаста. 
Семе садржи 40% влаге по сазревању; уколико се семе складишти на ниским температурама влагу треба смањити на 22%. Дормантност семена је изазвана тврдим ендокарпом и инхибиторима који се налазе у ендосперму и епикотилу. Захтева прво топли период од 3 до 5 месеци да би дошло до пробијања радикуле и раста корена док епикотил остаје дормантан (прву вегетацију) и тек после хладног периода (наредна зима) развија се надземни део. Третман гиберелином може да убрза клијање. 
Хионантус може да се размножи и окулирањем у јулу. Зелене резнице могу се узети током јуна-јула и ожилити у супстрату од 3 дела тресета и 1 део песка уз претходно третирање индолбутерном киселином у праху (1-2%).